# S-Video

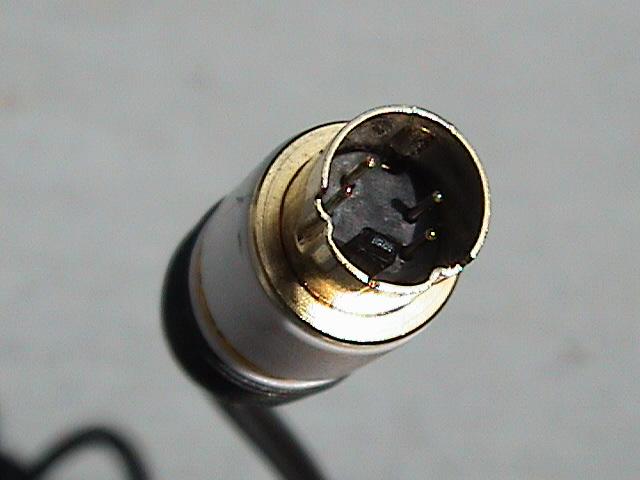
Conector padrão S-Video de 4 pinos.

S-Video (abreviatura de Separate Video, "vídeo separado" em inglês), também conhecido como Y/C é um sinal de vídeo analógico que carrega dados de vídeo com dois sinais separados (brilho e cor), diferentemente do vídeo composto, que carrega o sinal inteiro em um pacote. O S-Video trabalha na resolução de 480i (NTSC) ou 576i (PAL).

## Visão geral

sinal Y/C, comparação entre Vídeo Composto (a) e S-Video (b).

Os sinais de luminância (Y; greyscale) e a informação modulada da crominância (C; colour) são transmitidos em pares separados, porém são sincronizados.
No vídeo composto, o sinal de Luminância é filtrado por um circuito passa-baixas (low-pass filter) para prevenir o efeito chamado de crosstalk entre as altas frequências da informação da Luminância  e a portadora do sinal de Crominância. Como o sistema S-Video separa em dois o sinal de vídeo, o uso do filtro passa-baixa não é mais necessário, evitando assim as perdas do sinal de vídeo. Isto aumenta a largura de banda para a informação do Luminância, e elimina também o problema de crosstalk com o sinal de cor ([Crominância]).  O indesejado efeito de dot crawl é eliminado. Isto significa que o S-Vídeo consegue transmitir muito mais informação do vídeo original, e assim  uma reprodução muito melhor da imagem quando comparada ao vídeo composto.
Devido à separação do vídeo em componentes de brilho (Luminância) e de cor (Crominância), O sistema S-Vídeo é considerado às vezes como um tipo de sinal de "vídeo componente", embora seja inferior a eles em termos de qualidade, sendo ultrapassado pelos sistemas de vídeo componente mais complexos, como o RGB.
O que diferencia o S-Video de sistemas de vídeo composto "mais elevados" é que o S-Vídeo carrega a informação da cor em apenas um sinal. Isto significa que as cores têm que ser codificadas de alguma forma tal como NTSC, PAL e SECAM. Assim, para a  compatibilidade plena entre os dispositivos usados, devemos utilizar não somente o sistema S-Video compatível, como também o mesmo sistema de codificação de cor (NTSC, PAL e SECAM).

## Especificações

### Conector
Número dos pinos (olhando para o socket): 4
| Pino | Nome | Função                   |
| ---- | ---- | ------------------------ |
| 1    | GND  | Terra (Y)                |
| 2    | GND  | Terra (C)                |
| 3    | Y    | Intensidade (luminância) |
| 4    | C    | Cor (crominância)        |

Número dos pinos (olhando para o socket): 7 (os primeiros 4 pinos são iguais)
| Pino | Nome      | Função         |
| ---- | --------- | -------------- |
| 5    | SPDIF     | Áudio          |
| 6    | Composite | Vídeo Composto |
| 7    | GND       | Terra (Áudio)  |

## Uso
O S-Video é normalmente usado nos EUA, Canadá e Japão, interface encontrada em TVs, tocadores de DVD (DVD players), videocassetes e vídeo-games. A maioria do conectores utilizados na Europa em placas gráficas é do tipo S-Vídeo, onde a padronização é falha, levando a um significativo impacto na preferência de escolha por um sinal RGB de alta qualidade.
O cabo S-Video sofre uma queda de sinal quando transmitido por uma distancia maior que 5 metros.
O cabo S-Video padrão de 4 pinos não transmite sinal áudio. O de 7 pinos é usado geralmente em placas de vídeo ou dispositivos portáteis que precisam transmitir o vídeo composto com o áudio, tais como câmeras ou filmadoras.